# Mr. Buttinsky
Mr. Buttinsky è un cortometraggio muto del 1909. Il nome del regista non viene riportato nei credit del film.

## Trama
Mr. Buttinsky combina sempre dei guai, mettendo il suo naso dove non dovrebbe e volendo aiutare anche quelli che non lo vogliono tra i piedi. Tanto da sconvolgere tutti quelli che incontra.

## Produzione
Il film fu prodotto dalla Lubin Manufacturing Company.

## Distribuzione
Distribuito dalla Lubin Manufacturing Company, il film - un breve cortometraggio della lunghezza di 88,4 metri - uscì nelle sale cinematografiche statunitensi il 29 luglio 1909. Nelle proiezioni, veniva programmato con il sistema dello split reel, accorpato in un'unica bobina con un altro cortometraggio prodotto dalla Lubin, Sporting Blood.